# Fiberline fasadsystem
Fiberline fasadsystem är en metod för fönsterinfästningar med ramar i en komposit av glasfiber och polyester.
Systemet utvecklades år 2006 av det danska företaget Fiberline Composites A/S i samarbete med det danska arkitektkontoret Schmidt Hammer Lassen 2006.
Fiberline fasadsystem har inkluderats i Danmarks kulturkanon under kategorin Design och konsthantverk.